# Монтероссо-Калабро
Монтероссо-Калабро (італ. Monterosso Calabro, сиц. Munturussu) — муніципалітет в Італії, у регіоні Калабрія, провінція Вібо-Валентія.
Монтероссо-Калабро розташоване на відстані близько 480 км на південний схід від Рима, 35 км на південний захід від Катандзаро, 19 км на схід від Вібо-Валентії.
Населення — 1726 осіб (2014).
Щорічний фестиваль відбувається 2 липня. Покровитель — Madonna del Soccorso.

## Демографія
Населення за роками:

Станом на 1 січня 2023 року в муніципалітеті офіційно проживав 21 іноземець з 6 країн, серед них 13 громадян країн Євросоюзу та 2 громадяни України.

## Сусідні муніципалітети
- Капістрано
- Маєрато
- Полія